# Inocellia brunni
Inocellia brunni är en halssländeart som beskrevs av Navás 1915. Inocellia brunni ingår i släktet Inocellia och familjen reliktsländor. Inga underarter finns listade i Catalogue of Life.